# Tables amalfitaines

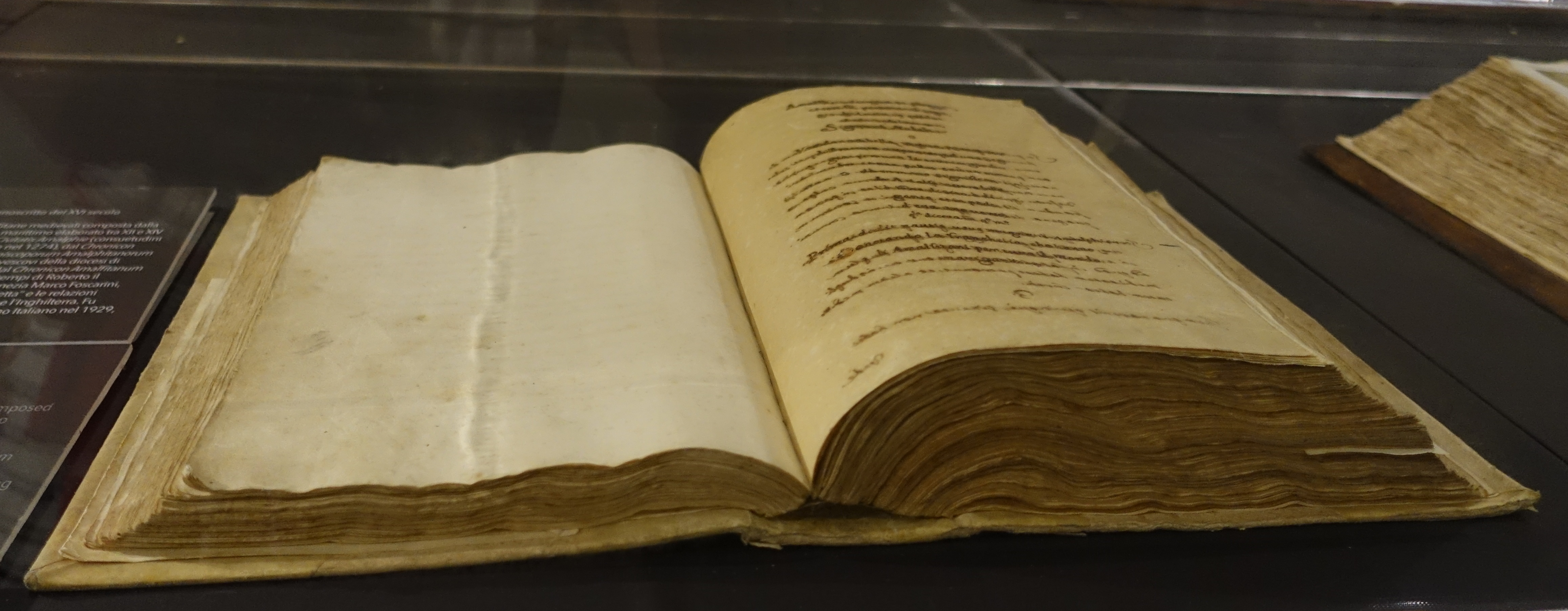
Les Tables amalfitaines

Les Tables amalfitaines (en italien : Tavole amalfitane), connues aussi sous le nom de Tabula Amalphitana ou Tabula de Amalpha et au titre original latin  de Capitula et ordinationes Curiae Maritimae nobilis civitatis Amalphe, sont un recueil de lois et de réglements maritimes dont la rédaction est attribuée à la ville d'Amalfi autour du XIe siècle. 
Ses lois servirent de base au droit des gens et de fondement à la jurisprudence du commerce et de la navigation dans toute l'aire de la mer Méditerranée jusqu'au XVIe siècle.

## Histoire
La version originale des Tables amalfitaines n'existe plus, Cependant, une copie manuscrite s'est retrouvée à Amalfi dans la famille Donnorso jusqu'au XIVe siècle et est devenue la propriété du doge vénitien Marco Foscarini ; ruiné au XIXe siècle, il l'a vendue au gouvernement autrichien. Le manuscrit est retrouvé à la Bibliothèque nationale de Vienne en 1844 (ms.[Quoi ?] 6626). À la suite du traité de Saint-Germain-en-Laye, le manuscrit est récupéré, en 1929, par l'État italien, qui le remet à la ville d'Amalfi, où il est conservé aujourd'hui à la mairie.

## Description
Le manuscrit des Tables amalfitaines comporte 18 feuillets constitués de 66 articles. Les 21 premiers, écrits en latin, représentent la partie la plus ancienne du code et dateraient du XIIe siècle, et les 45 restants, écrits en italien, remonteraient au XIVe siècle.